# Коцкарска заблуда
Коцкарска заблуда (фр. Erreur du parieur), позната и као (Заблуда Монте Карло и Доктрина о зрелости шансе), јест логичка грешка која настаје када се закључи да ће након одступања од просека одмах следити одступање у супротну страну, тако да се одржи равнотежа. Постоје две верзије ове грешке и у обема се закључује како је "на реду" да се нешто деси само зато што су претходни догађаји одступали од очекиване равнотеже на дуге стазе.
У првој верзији се повезују догађаји потпуно независни једни од других. Претпоставимо да неко баца новчић и шест пута заредом пада писмо. Ако се на основу тога закључи да ће у следећем бацању пасти глава, то је коцкарска заблуда, јер су шансе да ће пасти глава или писмо и даље 50%.
У другој верзији се погрешно повезују догађаји који су донекле зависили једни од других. На пример, боксер је победио у 50% мечева у претходне две године, а сада је шест пута поражен. Уколико се на основу тога закључи да ће зато победити у следећем мечу то је коцкарска заблуда.
Заблуда се обично повезује са коцкањем где влада уверење да постоји већи степен вероватноће да ћемо следећим бацањем коцкице добити шестицу зато што смо је до тада добијали мање учестало него обично. Термин „Заблуда Монте Карло” потиче од најпознатијег примера овог феномена који се десио у казину у Монте Карлу 1913. године.

## Примери
- Марко и Стеван играју ризико и Марко побеђује, јер има више среће у бацању коцкица. Стеван се одлучује за рискантан напад, јер је сигуран како је време да се Маркова срећа преокрене.

Класична коцкарска заблуда.
- На дан 18. августа 1913. године у једном касину у Монте Карлу на рулету су се куглице заустављале на црном пољу двадесет шест пута заредом. Након петнаесог пута играчи су панично почели да се кладе на црвено. После двадесетог пута су кренули драстично да повећавају улог, јер су били убеђени да нема никакве шансе да поново падне на црно.

Због ове примене коцкарске заблуде је тог дана казино зарадио више милиона франака.

## Математичко објашњење

### Бацање новчића
Коцкарска заблуда може да се илуструје разматрањем поновљеног бацања „поштеног бацања новчића”. Резултати различитих бацања су статистички независни и вероватноћа да се добије глава у једном бацању је {\textstyle {\frac {1}{2}}} (1 у 2). Вероватноћа да се добију две главе из два бацања је {\textstyle {\frac {1}{4}}} (1 у 4), а три главе из три бацања је {\textstyle {\frac {1}{8}}} (1 у 8). Уопштено, ако је A случај када се бацањем i добије глава, онда:
{\displaystyle Pr{\biggl (}\bigcap _{i=1}^{n}A_{i}{\biggr )}=\prod _{i=1}^{n}Pr(A_{i})={\frac {1}{2^{n}}}}
Уколико се након четири бацања добију заредом главе, следеће бацање новчића такође резултира главом, то би заокружило низ од 5 узастопних глава. Пошто је вероватноћа за низ од 5 узастопних глава {\textstyle {\frac {1}{32}}} (1 у 32) неко би могао помислити да је већа вероватноћа да ће следећим бацањем добити писмо него опет главу. Ово је нетачно и један је од примера коцкарских заблуда. Догађај „5 глава узастопце” и догађај  „прво 4 главе, потом писмо” су подједнако вероватни, за оба догађаја је вероватноћа {\textstyle {\frac {1}{32}}}. Ако су прва четири бацања била главе, вероватноћа да ће следеће бацање опет бити глава је:
{\displaystyle Pr(A_{5}|A_{1}\cap A_{2}\cap A_{3}\cap A_{4})=Pr(A_{5})={\frac {1}{2}}}
Док је за низ од пет глава вероватноћа {\textstyle {\frac {1}{32}}}  =  0.03125 (мало преко 3%), разлог за неразумевање лежи у несхватању чињенице да је ово само случај пре првог бацања новчића. Након прва 4 бацања у овом примеру резултати нису више непознати, те су њихове вероватноће једнаке 100%. Вероватноћа низа бацања новчића било које дужине за још једно бацање је увек 0.5.
Размишљање да је вероватније да се петим бацањем добије писмо, зато што су резултати претходна четири бацања главе са елементом среће у прошлости која утиче на шансе у будућности, представља основу погрешног закључивања.

### Зашто је за поштени новчић вероватноћа 1/2
Уколико се поштени новчић баци 21 пут вероватноћа да се 21 пут добије глава је 1 у 2,097,152. Вероватноћа да се добије глава након што се претходно 20 пута заредом добила глава је {\textstyle {\frac {1}{2}}}. Претпоставка поштеног новчића:
   • вероватноћа да се добије 20 глава а затим једно писмo је 0.520 × 0.5 = 0.521
   • вероватноћа да се добије 20 глава а затим опет глава је 0.520 × 0.5 = 0.521
   • вероватноћа да се добије 20 глава а затим једно писмo и вероватноћа да се добије 20 глава а затим опет глава је у оба случаја 1 у 2,097,152
Када се баца новчић 21 пут подједнако је вероватно да се добије 21 глава, као и 20 глава и једно писмо. Ова два исхода су подједнако вероватна као и било које друге комбинације које се могу добити двадесет и једним бацањем новчића. Све комбинације 21 бацања ће имати вероватноћу од 0.521.  Претпоставка да се промена у вероватноћи дешава као резултат исхода је нетачна зато што је исход сваког низа подједнако вероватан као и други исходи. У складу са Бајесовом теоремом вероватни исход сваког бацања је вероватноћа поштеног новчића која износи {\textstyle {\frac {1}{2}}}.

### Други примери
Ова заблуда води до погрешне представе да ће претходни неуспеси створити повећану вероватноћу успеха у наредним покушајима. Када бацамо тело са 16 страна вероватноћа било ког исхода је {\textstyle {\frac {1}{16}}} (6.25%). Уколико као добитак дефинишемо да бацимо јединицу, вероватноћа да се добије јединица бар једном у 16 бацања је 1 - {\textstyle [{\frac {15}{16}}]}16  =  64.39%.
Вероватноћа да се не добије жељени исход приликом првог бацања је {\textstyle {\frac {15}{16}}}  (93.75%) . Према заблуди играч би требало да има веће шансе за добитак након што једном не добије жељени исход. Вероватноћа да се бар једном добије жељени исход је 1 - [{\textstyle {\frac {15}{16}}}]15 = 62.02%.
Сваким пропуштеним бацањем вероватноћа за победу пада за два постотна поена. Са 5 пропуштених бацања и преосталих 11 бацања вероватноћа за победу пада на 0.5 (50%). Вероватноћа за бар један добитак се не повећава након серије губитака;  заправо, вероватноћа за успех пада, пошто преостаје мање покушаја да се победи. Вероватноћа за победу ће се изједначити са вероватноћом за добитком након једног бацања које износи {\textstyle {\frac {1}{16}}} (6.25%), до чега долази када је преостало само једно бацање.

## Обрнута позиција
Након доследне тенденције за добијање писма коцкар може да закључи да је већа вероватноћа да ће добити писмо. Верујући да су веће шансе да добије писмо коцкар не види разлог да верује у супротно. Погрешно закључивати да низ покушаја носи сећање на прошле резултате који имају тенденцију да фаворизују или не фаворизују будуће исходе. Инверзна или обрнута коцкарска заблуда коју је описао Иан Хекинг је ситуација у којој коцкар улази у собу и видевши да је особа добила две шестице бацивши две коцкице може погрешно да закључи да је та особа бацала коцкице дуже време пошто је мала вероватноћа да се добију две шестице приликом првог покушаја.

## Ретроспективна коцкарска заблуда
Истраживачи су испитивали да ли слична предрасуда постоји и приликом извођења закључака и о непознатим догађајима из прошлости које се базира на познатом низу догађаја који су претходили а које се назива „ретроспективна коцкарска заблуда”.
Пример ове логичке грешке био би када бисмо на основу добијене главе приликом више узастопних  бацања коцкице  закључили да је овоме претходило добијање писма. Сматра се да је један од примера ретроспективне коцкарске заблуде у стварности догађај као што је порекло свемира. У својој књизи „Универзуми” Џон Лесли тврди да „присуство огромног броја светова веома различитих по својим одликама може бити најбоље објашњење зашто је у бар једном  свету  могућ  живот”. Данијел М. Опенхајмер и Беноа Монин тврде да „другим речима најбоље објашњење за мало вероватан догађај је да је то само један од више покушаја што је срж интуиције обрнуте коцкарске заблуде”. Још увек трају филозофске расправе о томе да ли су овакви аргументи заблуда или не наводећи да постојање нашег света не говори ништа о постојању других светова или покушаја настанка истих. Три студије које укључују и студенте Станфорд универзитета су тестирале постојање ретроспективне коцкарске заблуде. Све три студије су показале да људи имају коцкарске заблуде не само ретроспективно, већ и о будућим догађајима. Аутори све три студије су закључили да њихова открића имају значајне „методолошке импликације”, али могу такође имати и „важне теоретске импликације” које захтевају даље истраживање наводећи да „темељно разумевање оваквих процеса закључивања захтева не само да испитамо како они утичу на наша предвиђања будућности, већ и како се одражавају на нашу перцепцију прошлости”.

## Рођење детета
1796. године Пјер Симон Лаплас је у свом Филозофском есеју о вероватноћи описао начине на које су мушкарци израчунавали вероватноћу да ће добити синове: „Виђао сам мушкарце који су жарко желели да добију сина који су са забринутошћу примали вести о рођењу дечака у месецу када су очекивали да постану очеви. Полазећи од претпоставке да удео рођених девојчица треба да буде исти на крају сваког месеца, закључивали су да уколико се више дечака родило до тог тренутка, тиме се повећава вероватноћа да ће се у наредном периоду више рађати девојчице.” Будући очеви су се плашили да уколико је више синова рођено у окружењу, тиме се повећава вероватноћа да ће добити ћерку. Овај Лапласов есеј се сматра као један он најранијих описа заблуде. Након што им се роди више деце истог пола неки родитељи су склони да поверују да је врло вероватно да ће следеће дете бити супротног пола. Док  према Триверс-Вилард хипотези пол детета зависи од услова живота, наводећи да се више мушке деце рађа у добрим животним условима, док се више женске деце рађа у лошијим, још увек се сматра да је вероватноћа да се добије дете оба пола близу 0,5 (50%).

## Монте Карло казино
У једном касину у Монте Карлу 18. августа 1913. године на рулету су се куглице заустављале на црном пољу двадесет шест пута заредом, што је врло неуобичајен догађај. Након петнаестог пута играчи су панично почели да се кладе на црвено. После двадесетог пута су кренули драстично да повећавају улог, јер су били убеђени да нема никакве шансе да поново падне на црно, и тако су изгубили милионе франака.

## Догађаји који су привидно у вези са коцкарским заблудама

### Догађаји који нису међусобно независни
Коцкарска заблуда се не односи на ситуације у којима вероватноћа различитих догађаја није независна. У таквим случајевима вероватноћа за будуће догађаје може да се мења на основу исхода догађаја из прошлости, као што је статистичка пермутација догађаја. Пример овога је када се извлаче карте из шпила без замене. Уколико се извуче ас из шпила и не врати се у шпил мање је вероватно да ће се приликом следећег извлачења извући ас, а више је вероватно да ће бити извучен други број. Вероватноћа да се извуче други ас под претпоставком да је један извучен приликом првог извлачења и да нема џокера се смањује са {\textstyle {\frac {4}{52}}} (7,69%) на {\textstyle {\frac {3}{51}}} (5.88%),  док се вероватноћа да се извуче неки други број повећава са {\textstyle {\frac {4}{52}}} (7.69%) на {\textstyle {\frac {4}{51}}} (7.84%). Овај ефекат омогућава коришћење система бројања карата у играма као што је црни Петар.

### Утицај на вероватноћу
У већини примера коцкарске заблуде и обрнуте коцкарске заблуде претпоставља се да је покушај, тј. бацање новчића поштено. У пракси ова претпоставка не мора да буде тачна, нпр. ако се новчић баца 21 пут вероватноћа да се 21 пут добије глава поштеним новчићем је 1 у 2 097 152. Пошто је вероватноћа толико мала, уколико се то деси врло је вероватно да је новчић на неки начин наведен да се добије глава или да се контролише скривеним магнетима или нечим сличним. У овом случају паметно је кладити се на главу због Бајесовог закључка на основу емпиријског доказа-21 глава у низу-сугерише да је новчић вероватно навођен да падне на главу. Бајесов закључак може да се користи да покаже да када је однос различитих исхода на дуже стазе непознат, али разменљив (што значи да насумични процес из кога настају исходи може бити навођен, али једнако вероватно навођен у било ком правцу) и да претходна разматрања показују вероватни правац навођења исхода који се најчешће дешавао. У подацима који се анализирају ће се највероватније десити опет, на пример уколико је позната вероватноћа навођеног новчића рецимо 1% под претпоставком да се тако навођеним новчићем добија глава рецимо 60%  времена, онда након 21 добијене главе вероватноћа навођеног новчића се повећава на 32%. У почетној сцени комада Тома Стопарда, Розенкранц и Гилденстерн су мртви дискутује се на ову тему док један човек непрестано добија главе бацањем новчића, а други разматра различита могућа објашњења.

### Мењање вероватноће
Уколико спољни фактори могу да промене вероватноћу догађаја, онда коцкарска заблуда не важи, на пример промена правила неке игре може дати предност једном играчу над другим повећавајући његове/њене шансе за победу. Исто тако, успех неког неискусног играча може да се умањи након што противнички тимови сазнају за његову слабост и то искористе као своју предност. Ово је још један пример утицаја на исход.

## Корисници

### Типови корисника
Бројне студије су откриле да ће различити доносиоци одлука где су велики улози вероватно у својим проценама бити под утицајем снажне негативне аутокорелације.

### Судије азила
У једној студији која је за циљ имала да се открије да ли негативна аутокорелација која постоји код коцкарске заблуде постоји и у одлуци које су донеле америчке судије азила резултати су показали да након два узастопна одобрена азила било би 5.5% мање вероватно да ће судија одобрити и трећи.

### Судије у бејзболу
У бејзболу се одлуке доносе сваког минута. Једна одређена одлука коју доносе судије и често је под лупом јавности је одлука о зони ударца.  Кад год ударач не замахне палицом судија мора да одлучи да ли је лопта била у опсегу ударача који се назива зона удара. Уколико је лопта ван ове зоне, онда се ударачу не одузимају поени. Резултати једне студије у којој је анализирано преко 12,000 утакмица показују да је 1.3% мања вероватноћа да судије досуде дозвољено бацање ако су претходне две лопте такође биле дозвољено бацање.

### Службеници који одобравају кредите
Обично се наводи да су новчани подстицају кључни фактор у доношењу одлука са предубеђењем код службеника који одобравају кредите, што отежава испитивање ефекта коцкарске заблуде. Ипак, истраживање показује да је 8% мања вероватноћа да ће службеници одобрити кредит уколико нису подстакнути новчаним добитком ако су већ одобрили један кредит претходном клијенту.

### Играчи лутрије
Игре на срећу подстичу коцкаре широм света да одлучују које бројеве да изаберу. Док већина људи има своју сопствену стратегију, докази показују да након што је један број извучен тај исти број ће бити значајно мање заступљен приликом селекције за наредно извлачење. Чарлс Клот Фелтер и Филип Кук су истражили овај ефекат 1991. у једној популарној студији у којој су закључили да играчи игара на срећу престају да бирају оне бројеве одмах након што су извучени, те да би ти бројеви опет били популарни кроз три месеца.
Недуго затим, Дек Терел је 1994. године спровео студију како би тестирао открића Клот Фелтера и Кука. Кључна промена у Тереловој студији је испитивање клађења (тотализатор) у коме се за број на који се стављају мање своте новца добијају већи износи. Док је ово испитивање довело до закључка да играчи обе игре на срећу показују понашање у складу са теоријом коцкарске заблуде, они који су учествовали у овој врсти клађења су, чини се, били под мањим утицајем.